# Lucas Heidepriem

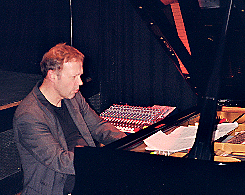
Lucas Heidepriem in Offenburg, 2009

Lucas Heidepriem (Freiburg im Breisgau, 20 november 1960) is een Duitse jazz-pianist- en trombonist.
Heidepriem komt uit een muzikale familie: zijn vader is de moderne jazzpianist Waldi Heidepriem, zijn broer Thomas Heidepriem is contrabassist. Lucas Heidepriem speelt sinds zijn twaalfde trombone. Hij kreeg van 1974 tot 1978 les in klassieke muziek aan de Musikhochschule Freiburg en van 1981 tot 1987 studeerde hij jazztrombone bij Albert Mangelsdorff. Hij was lid van diverse groepen en werkte mee aan theaterproducties in Freiburg. In 1989 begon hij een eigen kwartet, waarin ook Karoline Höfler speelde. In 1993 kwam zijn loopbaan als trombonist plotseling een einde, toen hij leukoplakie kreeg. Hij ging klassiek piano studeren en pakte daarna de jazzdraad weer op. In 2006 begon hij een trio, waarmee hij (in een andere bezetting) nog steeds werkt.
Heidepriem is te horen op een plaat van de band van Christoph Baumann en Hämi Hämmerli en een van de band Alpine Jazz Herd.  
Heidepriem kreeg in 1982 een prijs van de Deutschen Phono-Akademie en ontving in 1991 de Jazzpreis Baden-Württemberg.

## Discografie
- Voicings, In + Out Records, 1991
- Next Return, In + Out Records, 2008